# 吴楚交兵
吴楚交兵發生於前570年－前480年，楚國与吴国的一系列戰爭。
吴国本来是周朝东南部蛮夷化的姬姓国家，楚国向长江下游地区扩张，威胁到吴国的利益。晋楚争霸时，晋国派申公巫臣去联络吴国，教给吴国兵法和车战技术，让吴国在后方骚扰、牵制楚国。吴国逐渐发展强大，最后在吴王阖闾时期，攻入楚国都城郢都，使楚国几乎亡国。而楚国复国后，也扶持吴国南部的越国，对付吴国，最终越灭吴，统一太湖流域。

## 过程
前601年，楚庄王因为群舒背叛楚国，伐灭舒蓼国，并将其划入楚国疆界，兵锋抵达滑汭（今安徽省巢湖市、无为县之间滑水转弯处），楚庄王与吴国和越国结盟而返回。前584年春，吴伐郯，郯国与吴国讲和。秋天，吴王寿梦攻打州来。使楚国子反、子重一年七次疲于奔命。前574年，舒庸国趁着楚国军队上一年鄢陵之战失败，引导吴国军队进攻楚国，围巢，伐驾，围厘、虺。楚共王派公子橐师趁舒庸轻敌不备，挥师灭了舒庸。
前570年，子重攻打吴国，攻克鸠兹，至衡山。自己先凯旋，大宴。结果，部下邓廖率领的组甲车兵三百、被练步兵三千被吴军袭击，只剩组甲八十、被练三百。三日后，吴军讨伐楚国，攻取驾地。前560年，楚共王去世，楚康王即位，吴国趁机攻打楚国，子庚和养由基在庸浦之战一起打败了吴军，并俘虏了公子党。前559年秋，楚康王为庸浦之战，派公子贞伐吴，吴国不出战，楚军撤退。公子贞殿后，吴国自皋舟之隘出击，楚国不能相救，吴国俘获楚国公子宜谷。前549年，吴国召舒鸠人背叛楚国，楚康王以舟师攻入舒鸠国境，舒鸠告楚王称并未背叛楚国，楚师撤退。前548年，屈建率军灭掉倒向吴国的舒鸠国。十二月，吴王诸樊率军报复，讨伐楚国，进攻巢国国都的城门，被楚军射杀。前547年，楚康王和秦国联兵进攻吴国，军至雩娄，因听说吴国有了准备，就退而入侵郑国。
前538年七月，楚灵王耀兵带领诸侯进攻吴国，宋国太子佐（宋元公）、郑简公先行回国。宋国的华费遂、郑国大夫随军。八月，楚将屈申攻下了朱方，逮住了从齐国逃亡到吴国的庆封。冬，吴国伐楚，攻入棘、栎、麻，沈尹射奔命于夏汭，咸尹宜咎固城于钟离，薳启彊固城于城巢，然丹固城于州来。前537年十月，楚灵王率军进攻吴国，薳射率繁扬之军在夏汭会师。楚军于罗汭渡河，沈尹赤会合楚灵王，在莱山驻扎，薳射率繁扬之军先进入南怀，吴国在鹊岸之战击败薳启强。前536年，楚灵王派薳泄进攻徐国，派令尹子荡率师伐吴国，从豫章至乾溪，在房钟战败，子荡归罪于薳泄将他杀死。前530年，楚国大军围攻徐国，前529年，楚灵王被杀。楚军撤回，途中在豫章被吴国击败，楚军荡侯、潘子、司马督、嚣尹午、陵尹喜等五帅被俘。冬，吴国乘机灭亡吴楚之间的战略要地州来，令尹子期请求进攻吴国。楚平王没有答应。前525年，吴国攻打楚国，阳匄为令尹，占卜战争，不吉。长岸之战，楚国先胜后败。前523年，楚国人在州来筑城。前519年，吴国公子光、公子掩余率军征州来，楚平王派司马薳越率军会同顿国、胡国、沈国、蔡国、陈国、许国六小国兵力对抗吴国。吴国使用刑徒三千，在鸡父攻击楚军并使用埋伏，楚军大败。胡国国君胡子髡、沈国国君沈子逞被吴军俘虏。楚国令尹囊瓦在郢都筑城。前518年，楚平王组织水军由囊瓦率领去攻打吴国。越国的大夫胥犴在豫章的长江边上慰劳楚平王，越国的公子仓和寿梦领兵跟随楚平王。楚平王至圉阳（今安徽省巢湖市）而回。吴军追逐楚军，楚国边境守军没有戒备，吴国就攻灭了巢国（今安徽省瓦埠湖南）和锺离国（今安徽省凤阳县东）。前515年，楚平王死，吴王僚派公子掩余、公子烛庸率军围潜。楚国莠尹然、工尹麋来救，遭遇在穷地。公子光派专诸刺杀吴王僚，掩余逃到徐国，烛庸逃到钟吾国。前511年，吴国攻楚潜、六，沈尹戌相救，吴军撤退。吴国再攻弦，楚军相救至豫章，吴军撤退。这是用伍子胥的计谋。
前508年，囊瓦讨伐吴国，在豫章战败。前506年，吴王阖闾联合唐国、蔡国伐楚，柏举之战，楚国大败，吴军攻入郢都，楚昭王出逃随国。前505年春，申包胥到秦国求救。秦哀公命大将子蒲、子虎率军帮助楚复国。越国趁机伐吴，攻入吴国境内。秦楚联军亦灭亡了吴的属国唐国，吴王阖闾之弟夫概，回国叛乱，最后兵败奔楚。阖闾率兵回国，撤出楚国。前504年，吴军攻取番地，楚国迁都于鄀，楚国亦渐渐稳定下来，吴楚再无大战事爆发，吴亦把主力战线转到越国方面。
前489年，吴国想要楚国的附属国陈国屈从，于是攻打陈国，楚国引兵救陈，楚昭王死于军中。在这次兵乱中，孔子被围困在陈蔡之间。前485年楚国公子结伐陈国，想要夺回陈国。吴国季札援救，对公子结说吴楚二君应该退而务德，公子结听从，吴楚撤军。前482年，楚国公子申趁吴王夫差参加黄池之会之机，再次伐陈国。前480年夏，因为越国开始大规模进攻吴国，公子申、公子结也趁机伐吴，军至桐汭。次年，白公胜之乱，公子申、公子结被杀。数年后，吴国也被越国所灭。